# L'Homme d'octobre
L'Homme d'octobre (titre original : The October Man) est un film britannique réalisé par Roy Baker, sorti en 1947.

## Synopsis
Jim Ackland est victime d'un accident de car alors qu'il voyage avec la fille de ces amis. Il s'en sort avec une fracture crânienne, mais la fille meurt sur le coup, et Jim ne peut s'empêcher de culpabiliser. Après deux tentatives de suicide et un an passé en hôpital psychiatrique, il reprend part à la vie normale avec le conseil du médecin de ne pas prendre de décisions importantes avant quelque temps, au risque de rechuter.
Jim obtient un emploi à Brockhurst dans une entreprise chimiste où il rencontre et travaille avec Harry Carden. Il prend domicile non loin de là, dans le petit hôtel du village tenu par Miss Selby. Fragile mentalement, il est peu sociable avec les autres pensionnaires. Il rend toutefois un service ménager à sa voisine de palier, Molly Newman, une dame qui s'affiche avec un homme marié, Wilcox. Au fil du temps, Jim récupère de son accident et entame une relation amoureuse avec Jenny, la jeune sœur de son collègue Harry.
Un soir, Molly se présente chez Jim et lui demande 30 £. Après avoir hésité, il les lui donne sous forme de chèque et quitte la résidence pour aller rencontrer Jenny. Le même soir, Molly est retrouvée étranglée en face de l'hôtel avec le chèque en boule à ses côtés. De retour un peu plus tard, Jim est interrogé par la police au sujet du meurtre.
En outre, deux colocataires qui lui sont antipathiques, Mrs Vinton et Mr Peachy, témoignent en sa défaveur. En raison de ses précédents psychiatriques, Jim est considéré comme le suspect numéro un par la police. Même son ami Harry éprouve des doutes sur lui, et seule Jenny le soutient.
Lorsque Jim apprend les déclarations faites par Mr Peachy à son sujet, il fait une nouvelle déposition afin de les démentir, mais la police ne semble pas s'en accorder. Il demande alors des explications à Mr Peachy directement, qui lui avoue être l'auteur du crime. Son mobile était la jalousie attisée par la sympathie naissante de Molly pour Jim. Mr Peachy avait en effet par le passé l'habitude de couvrir lui-même les dettes de celle-ci afin de lui faire des avances.
Jim reporte l'aveu de Peachy aux policiers, qui n'en croient rien et refusent d'arrêter le tueur avant son départ prévu pour Glasgow le soir même. Jim enquête alors lui-même sur cet imminent voyage et découvre que l'homme se nomme en réalité Hatfield et qu'il part pour Lisbonne. Il communique l'information à la police, qui reçoit dans le même temps une lettre envoyée par Molly juste avant sa mort à son amant, Wilcox, et faisant référence aux avances de Peachy envers elle. Le meurtrier est alors arrêté à l'aéroport juste avant son embarquement.

## Fiche technique
Sauf mention contraire, les données suivantes sont issues du film et de son générique.
- Titre francophone : L'Homme d'octobre
- Titre original : The October Man
- Réalisation : Roy Baker
- Scénario : Eric Ambler
- Photographie : Erwin Hillier
- Montage : Alan L. Jaggs
- Musique composée par William Alwyn, dirigée par Muir Mathieson et jouée par l'Orchestre symphonique de Londres
- Direction artistique : Vetchinsky
- Producteur : Eric Ambler
- Production associé : Phil C. Samuel
- Société de production : Two Cities Films
- Société de distribution : General Film Distributors
- Format : Noir et blanc – 1.33:1 – 35 mm[1] – Mono
- Pays :  Royaume-Uni
- Genre : Film policier
- Durée : 91 minutes
- Dates de sortie[2] :
  -  Royaume-Uni : 28 août 1947
  -  États-Unis : 15 avril 1948 (New York) | 20 mai 1948 (sortie nationale)
  -  Belgique : 6 août 1948
  -  France : 22 décembre 1948

## Distribution
Crédits tels qu'apparaissant dans le générique final du film.
- John Mills : Jim Ackland
- Joan Greenwood : Jenny Carden
- Edward Chapman : Peachy
- Kay Walsh : Molly Newman
- Joyce Carey : Mrs Vinton
- Catherine Lacey : Miss Selby
- Adrianne Allen : Joyce Carden
- Felix Aylmer : Dr Martin
- Frederick Piper : l'inspecteur détective
- John Boxer : le sergent détective
- Patrick Holt : Harry
- George Benson : Pope
- Jack Melford : Wilcox
- Esme Beringer : Miss Heap
- Ann Wilton : Miss Parsons
- James Hayter : le garagiste
- Frank Ling : l'employé du bureau de réservations
- Juliet Mills : l'enfant
- George Woodbridge : Grey
- Philip Ray : Stebbins
- Edward Underdown : le contrôleur de passeports
- John Salew : l'inspecteur de tickets
- Sid James (non crédité) : un passant sur le pont de chemin de fer

## À noter
- Le film a été tourné dans le Buckinghamshire, dans le Grand Londres et aux studios Denham à Londres.